# Piège à loup (film)
Pour les homonymes, voir Piège à loup.
Pour plus de détails, voir Fiche technique et Distribution.
Piège à loup (Vlčí jáma) est un film tchécoslovaque réalisé par Jiří Weiss, sorti en 1958.

## Synopsis
Jana, une orpheline de 18 ans, part vivre avec un couple sans enfant composé de Robert et Klára, sa femme plus âgé. Robert tombe amoureux de Jana.

## Fiche technique
- Titre : Piège à loup
- Titre original : Vlčí jáma
- Réalisation : Jiří Weiss
- Scénario : Jiří Weiss et Jarmila Glazarová d'après son roman
- Musique : Jirí Srnka
- Photographie : Václav Hanus
- Production : Karel Feix
- Société de production : Ceskoslovenský Státní Film et Filmové studio Barrandov
- Pays :  Tchécoslovaquie
- Genre : Drame
- Durée : 90 minutes
- Dates de sortie : 
  -  Tchécoslovaquie : 23 mai 1958

## Distribution
- Jirina Sejbalová : Klara
- Jana Brejchová : Jana
- Miroslav Dolezal : Robert
- Jaroslav Prucha : le médecin
- Libuse Freslová : Paní Schillingerová
- Lola Skrbková : Petronila
- Anezka Soukupová : Martina
- Alena Kreuzmannová : Gertruda
- Josef Kozak : M. Frýdecký
- Frantisek Holar : le voisin

## Distinctions
Le film a reçu le prix FIPRESCI à la Mostra de Venise 1958.